# Too big for the world
Too big for the world är en svensk-amerikansk dokumentärfilm producerad av det svenska filmbolaget Reality Film och Garner Holt productions regisserad av Renzo Aneröd och Hanna Aneröd. Dramaturg är Stefan Jarl.

## Handling
Too big for the world handlar om en av världens mest muskulösa kvinna, den professionella kroppsbyggaren Irene Andersen, och hennes hennes kamp att bli den främsta kroppsbyggaren i världen innan hon fyller 50 år.
Andra som är med i filmen är bland andra 8-faldiga Ms Olympiavinnaren Lenda Murray, Arnold Schwarzenegger , Kung Furyskådespelaren Andreas Cahling, Kai Greene, stuntmannen Robert Arnold och fotografen Bill Dobbins.
Medan filmen spelades in lade dock sportens mäktigaste man – skådespelaren och politikern Arnold Schwarzenegger, ner de kvinnliga kroppsbyggarnas klass i Arnolds Classic och filmen kom då att handla om Irenes och andra kvinnliga kroppsbyggare i världselitens kamp mot Arnold och för rätten att som kvinna se ut som hon vill. Även Olympiatävlingen för kvinnor lades ner.
Too big for the world hade sin första smygpremiär i Los Angeles 23 september 2016 på biografen Ahrya Fine Arts i Beverly Hills.  Veckan efter skulle Too big for the world ha en biovisning i Las Vegas på Orleans Hotel under den största bodybuildingtävlingen i världen Mr Olympia men ledningen för Mr Olympia stoppade visningen för att filmen var för kontroversiell så visningen flyttades till Brenden Theatres i Las Vegas. 
I Sverige hade Too big for the world två premiärer 2017. En på Bio Roy i Göteborg den 31 mars och en på Bio Rio i Stockholm den 19 april.
Too big for the world ingår i Renzo Aneröds och Hanna Aneröds dokumentärserie Searching for happiness. Too big for the world är den andra filmen i serien. Den första var Thailandsdrömmar som också hade premiär 2016-2017.